# Skull Caps
Skull Caps — компьютерная игра в жанре стратегии в реальном времени, разработанная Creative Edge Software и изданная Ubi Soft Entertainment в 1998 году.

## Описание игры
В Skull Caps игрок получает контроль над группой существ, называемых скалли (skully). Противниками скалли являются волосатые человечки хэйри (hairy). Вся игра разделена на 45 различных уровней. Карта каждого уровня повторяет контуры земных материков и стран. Также уровни разделяются по типу ландшафта (лес, тундра, пустыня и степь). От ландшафта зависит внешний вид зданий и врагов. В процессе миссии скалли размножаются, возводят строения и сражаются с врагами. Чтобы перейти на следующий уровень, необходимо уничтожить всех вражеских юнитов и здания на карте.

### Панель инструментов
На панели инструментов представлены различные средства управления юнитами. Игрок может взять скалли с помощью руки-курсора, отправить его в определённую точку карты с помощью стандартной рамки или, приделав ему крылья, послать по воздуху. Также на панели присутствует инструмент «лопата», позволяющий выкапывать или заполнять сушей водные участки, и слоты для изобретений и ловушек.

### Здания
Здания делятся на 3 типа: жилые дома, казармы и лаборатории. В каждое здание можно сажать скаллей. Наличие и количество юнитов определённого типа в здании, влияет на некоторые игровые параметры (см. ниже). В жилых домах скалли размножаются с большей скоростью, в казармах солдаты делают оружие (в маленьких казармах патроны, а в больших гранаты), в лабораториях учёные разрабатывают изобретения быстрее, также при помещении в лабораторию объекта (камень или животное), становится доступным изобретение, основанное на этом объекте. Например, поместив кролика в лабораторию, можно получить прирост плодовитости одного из зданий. Изначально есть возможность построить только базовый жилой дом на 10 юнитов, однако потом его можно улучшить до более специализированных построек.

### Виды юнитов
В игре все юниты подразделяются на четыре профессии: рабочие, строители, солдаты и учёные. Каждому юниту в любой момент можно сменить его профессию на любую другую. Юниты разных профессий визуально отличаются только цветом одежды. В зависимости от количества на карте юнитов того или иного типа, у игрока накапливается 4 вида энергии, расходуемой на различные действия.
| Тип юнита     | Рабочие (Workers)              | Строители (Builders)                                     | Солдаты (Soldiers)                                                     | Учёные (Scientists)                              |
| ------------- | ------------------------------ | -------------------------------------------------------- | ---------------------------------------------------------------------- | ------------------------------------------------ |
| Цвет          | Красный                        | Синий                                                    | Зелёный                                                                | Белый                                            |
| Внутри здания | Размножение.                   | Улучшение и починка здания.                              | Защита здания и производство «зелёной» энергии (только внутри казарм). | Разработка ловушек                               |
| Снаружи       | Производство «красной» энергии | Производство «синей» энергии, возведение новых построек. | Оборона владений игрока и захват вражеских зданий.                     | Производство «белой» энергии, установка ловушек. |

### Энергия
В игре присутствуют 4 вида энергии, соответствующих 4 типам юнитов. Все виды энергии, кроме зелёной энергии солдат, накапливаются, когда скалли соответствующей профессии находится снаружи здания. Зелёная энергия накапливается, когда солдаты находятся внутри казарм.
- Красная энергия необходима для использования инструмента «крылья» и лопата.
- Синяя энергия расходуется на постройку и ремонт зданий.
- Зелёная энергия тратится на вторжение во вражеские дома или стычки с врагами.
- Белая энергия необходима для разработки изобретений.

### Изобретения
Большинство изобретений представляют собой ловушки, срабатывающие при попадания юнита в область близкую к ней. К таким ловушкам относятся, например, минное поле, электрошок, яма и им подобные. Все ловушки действуют как на врагов, так и на юнитов игрока, поэтому имеет смысл располагать ловушки там, где количество вражеских юнитов больше дружественных. Для доставки ловушки необходим юнит-учёный, который, с помощью крыльев, долетает до места и устанавливает там ловушку.

### Графика
Графика в Skull Caps представляла собой двухмерный ландшафт, с трёхмерными зданиямии деревьями на нём. Юниты, животные и мелкие объекты, также были выполнены в 2d.